# Musée de l'Orient
Le musée de l'Orient à Lisbonne (Portugal) est un musée ouvert en 2008. Il comprend deux collections principales : des objets en relation avec la présence portugaise en Asie d'une part, et les collections de l'ancien musée Kwok On autour des arts du spectacle en Asie d'autre part.
Le musée est géré par la Fundação Oriente (pt).